# Napoli milionaria (film)
Napoli milionaria è un film del 1950 diretto da Eduardo De Filippo che contribuì alla sceneggiatura e al cast cinematografico, basato sullo stesso soggetto della commedia Napoli milionaria!.
Fu presentato in concorso al Festival di Cannes 1951.

## Trama
Napoli. Gennaro è un tranviere e sua moglie contribuisce al reddito familiare praticando la borsa nera, con l'aiuto della figlia che vorrebbe una vita facile e priva di disagi. Il figlio, invece, non ha voglia di lavorare. Durante l'occupazione tedesca, Gennaro viene deportato: arrivati a Napoli gli alleati, si sviluppa ancora di più la borsa nera e la madre, con l'aiuto di un ricco trafficante, che in assenza del marito la corteggia, si arricchisce ancora di più. Anche il figlio fa molti soldi rubando e rivendendo parti di auto, mentre la figlia, senza più nessun controllo, frequenta i soldati alleati.
Quando un giorno Gennaro, che era stato dato per disperso in Germania, si ripresenta a casa, non riconosce più la sua famiglia, così diversa da come l'aveva lasciata. A completare il suo disorientamento si ammala gravemente la figlia minore, che per salvarsi avrebbe bisogno della penicillina, una medicina che però non si trova neppure alla borsa nera e che invece le viene data da un povero ragioniere che la moglie del tranviere ha spogliato dei suoi beni vendendogli alimenti con la borsa nera. La bimba guarisce e nella famiglia di Gennaro nasce la consapevolezza dei propri errori, mentre il figlio, che continua a fare il ladro, viene arrestato dalla polizia.

## Le differenze con la commedia teatrale
- Amedeo, il ladro di automobili, nella commedia si redime tornando onestamente al suo lavoro: nel film, invece, finisce in carcere, dal quale uscirà convinto comunista, mentre Peppe 'o cricco, il suo compare, verrà ucciso per resistenza all'arresto;
- Per far terminare il film con la scarcerazione di Amedeo, la celebre frase Ha dda passa' 'a nuttata non compare nell'ultima scena;
- Nella commedia Rituccia, la figlia minore di Gennaro e Amalia, pur avendo un ruolo chiave nella vicenda, viene solo nominata; nel film invece è presente e si vede in varie scene;
- Il personaggio interpretato da Totò, Pasquale Miele, non esisteva nella commedia ma fu creato appositamente per il film. A lui fu affidata la scena del finto morto che in teatro era interpretata dallo stesso Eduardo nel ruolo di Gennaro;[2]
- Alla fine della scena delle finte esequie, nella commedia il brigadiere mantiene la parola data e non arresta Gennaro; nel film invece, Gennaro viene ugualmente arrestato;
- Nel film Eduardo crea molte scene e personaggi assenti nella commedia, e cita criticamente episodi di denuncia sociale tipici dell'epoca (il contrabbando, la prostituzione, i "figli della guerra", ecc.)

## Critica
Quando nel settembre 1950 fu proiettato in Italia, il film si rivelò un successo di pubblico e di critica. Venne però accusato da alcuni settori politici, che trovarono eco sui giornali, di avere diffamato Napoli e la sua popolazione. Così ribatté Eduardo, in un articolo di Augusto Pancaldi sull'Unità del 10 ottobre 1950: «Certi giornali hanno scritto che io denigravo Napoli. Ma io [...] i "bassi" li ho ripuliti. Eppoi cosa deve fare l'artista se non "denunciare" uno stato di cose? Questo è il nostro compito. Io non ho denigrato Napoli, ma in altri film farò vedere com'è veramente, farò vedere gli interni, farò vedere tutta la realtà di Napoli. [...] La miseria c'è veramente. E io la denuncio».
Il 21 aprile dello stesso anno il film viene presentato, in concorso con altre tre pellicole italiane, al Festival di Cannes. Dopo una prima di gala, il 29 giugno, esce nei cinema di Parigi, dove rimane in programmazione quattro settimane. All'inizio del 1952 uscirà anche in Belgio, Germania, Argentina e successivamente in Brasile, Uruguay, Stati Uniti, Inghilterra, Unione Sovietica e in altri paesi dell'Europa orientale. Il film ebbe grande successo internazionale e contribuì a far conoscere l'opera di Eduardo anche fuori d'Italia.